# Константинос I
Константинос I е крал на Гърция в периода 5 март 1913 – 30 май 1917 г. и 6 декември 1920 – 14 септември 1922 г. Син е на крал Георгиос I. Роден е в Атина на 21 юли 1868 г. Завършва Военното училище в Атина и политически науки в университета Хайделберг в Лайпциг, Германия. Жени се за немската принцеса София, сестра на кайзер Вилхелм II. Командва гръцката армия в Балканската война и Междусъюзническата война.
След смъртта на баща си (5 март 1913 г.) става крал на Гърция. Заема позиция на неутралитет в навечерието на Първата световна война. На 11 юни 1917 г. под натиска на Съюзниците в хода на френска окупация на Тесалия се вижда принуден да се откаже от трона в полза на втория си син Александрос, и заедно с престолонаследника Георгиос да напусне Гърция.
След края на Първата световна война, смъртта на крал Александрос I и загубата на Елевтериос Венизелос на парламентарните избори през ноември 1920 г. се провежда референдум относно формата на управление. На референдума печели монархическата идея и Константинос I отново се възкачва на трона на 6 декември 1920.
Загубата във войната от Турция (1922) и избухването на метежа на Николаос Пластирас и Стилианос Гонатас водят до повторна детронация на крал Константинос I на 27 септември 1922 г., този път в полза на сина му Георгиос II.